# Rathaus (Klingenberg am Main)

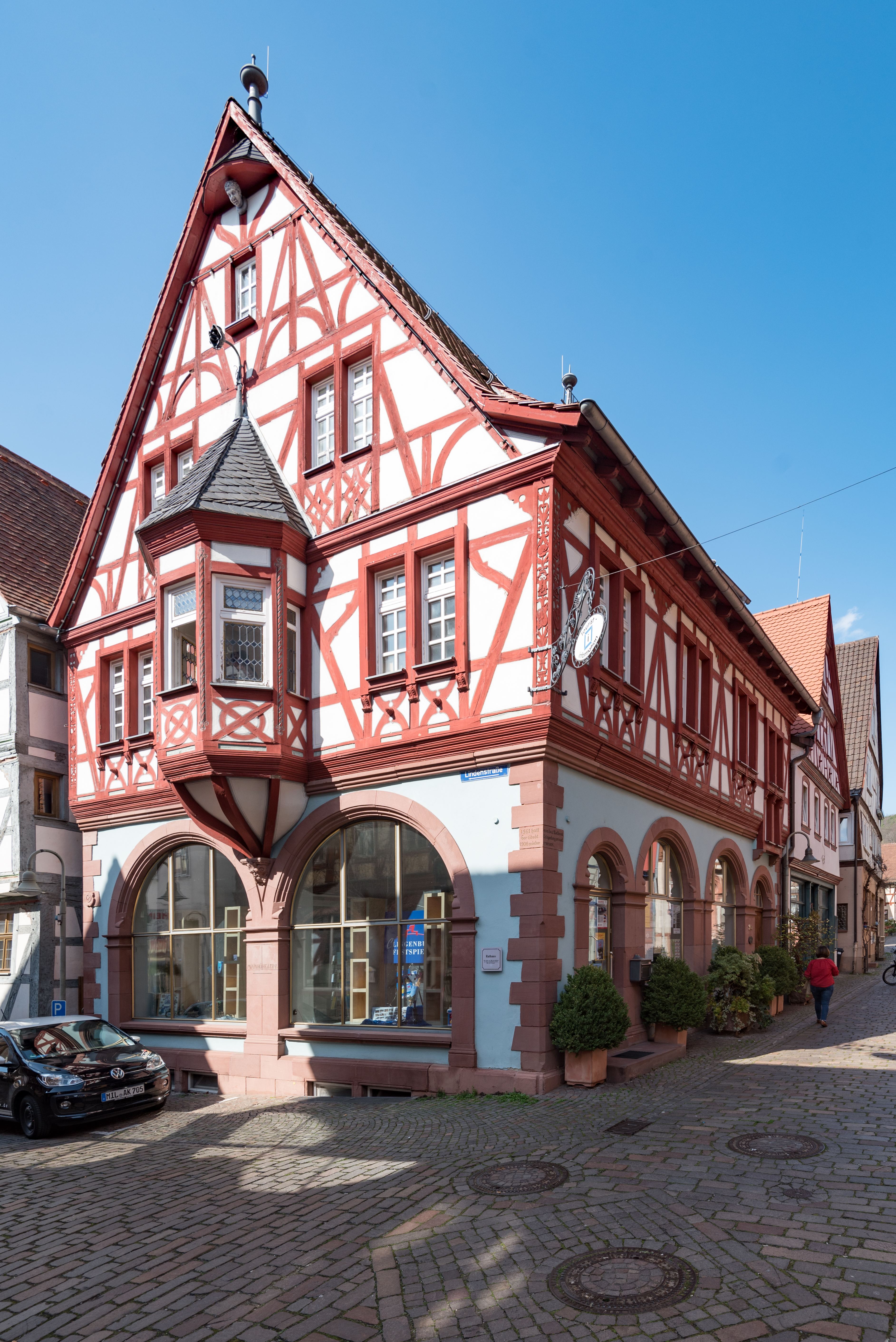
Ehemaliges Rathaus in Klingenberg am Main

Das Rathaus in Klingenberg am Main, einer Stadt im unterfränkischen Landkreis Miltenberg in Bayern, wurde 1561 errichtet. Das ehemalige Rathaus an der Hauptstraße 26a ist ein geschütztes Baudenkmal. 
Der zweigeschossige Satteldachbau, der ehemals mit einem Schopfwalm versehen war, hat ein Fachwerkobergeschoss mit mittigem Konsolerker. Das massive Erdgeschoss, ehemals mit offener Halle, hat Sandsteinarkaden. Im Inneren ist eine Bleiglasscheibe  vom Ende des 15. Jahrhunderts eingebaut, die den heiligen Martin darstellt.   
Eine weitgehende historisierende Erneuerung wurde im Jahr 1906 vorgenommen.